# Stratégion
Le Stratégion (en grec : τὸ Στρατήγιον) est une place publique ainsi qu'un marché située à Constantinople. Cette place est l'équivalent du Champ de Mars à Rome, tandis que le marché est l'un des principaux de la ville.

## Étymologie

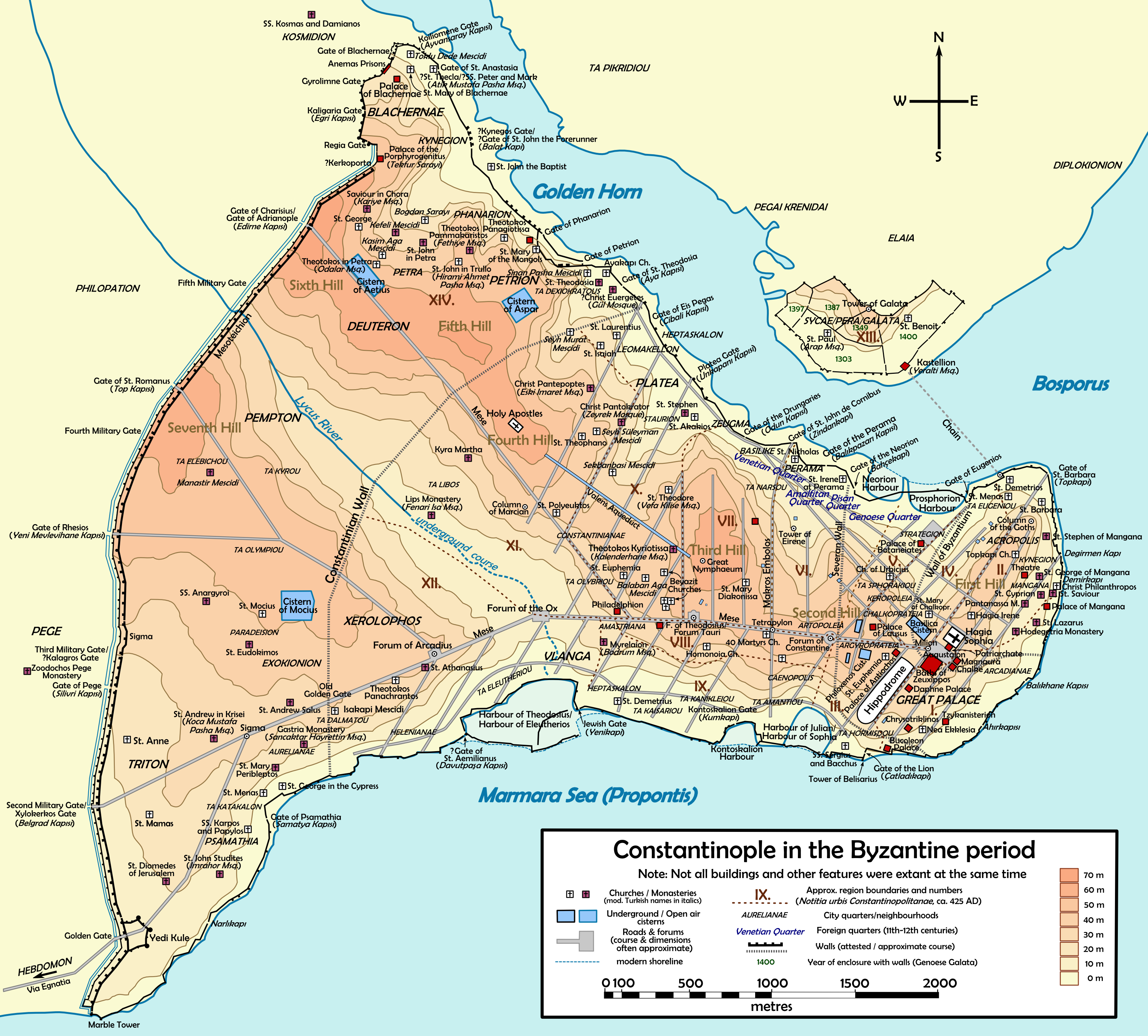
Carte de Constantinople à l'époque byzantine, avec le Stratégion sur le littoral nord.

Le nom de la place vient probablement des exercices militaires qui s'y déroulent, à l'instar de ceux ayant lieu sur le champ de Mars, dont le nom est également de nature militaire. Il est également possible que le terme vienne des généraux victorieux (les stratèges en grec) qui y auraient reçu les honneurs militaires.

## Localisation
La place est située dans la cinquième région de la ville, dans la vallée séparant la première colline de la deuxième. Selon le voyageur français Pierre Gilles, qui se rend dans la ville au XVIe siècle, il y aurait un obélisque en granit de Thèbes près de la demeure des verriers, à l'extrémité nord du palais de Topkapi. Or, un tel obélisque est régulièrement associé aux descriptions de la place. Sur cette base, le Stratégion se situerait au nord du palais ottoman. Des recherches plus récentes, menées par Ernest Mamboury, la positionne au pied de la pente nord de la première colline, près des ports de Neorion et de Prosphorion, le long de la Corne d'Or.

## Histoire
Le Stratégion existe peut-être avant la création de Constantinople en 330 et aurait donc des origines hellénistiques, en lien avec l'antique cité de Byzance. Selon une tradition historique, la place aurait été créée par Alexandre le Grand et restaurée par Septime Sévère après le sac de la ville. Elle est incluse dans les premiers remparts de la cité et en constituerait la première agora. Du fait de son positionnement, elle serait la première place atteinte par un voyageur venu de la mer, après qu'il a débarqué au niveau de la porte d'Eugénios. Depuis la terre, la place est sur la route ouverte par la porte d'Urbicius. 
Conçue d'abord comme un lieu de parade militaire, la place est transformée par Constantin le Grand et rénovée par Théodose Ier, qui en font un forum et y adjoignent un marché. Au fur et à mesure, sa fonction de forum décline et le Stratégion devient surtout un lieu d'échanges marchands. 

## Description
La description du Stratégion n'est pas connue dans ses détails. Sa forme est vraisemblablement rectangulaire, à l'image des bâtiments ou places publiques d'origine hellénistique. Le Stratégion est divisé en deux parties, aux fonctions différentes. La plus grande (le megas strategion) est dédiée aux fonctions représentatives et la plus petite (mikron strategion) est de nature commerciale. Cette dernière est favorisée par sa proximité avec les deux ports de la Corne d'Or, directement reliés à la banlieue de Sykai, au nord de la Corne d'Or et à Chalcédoine, sur la rive asiatique du Bosphore. 
Son origine militaire est confirmée par l'existence de plusieurs éléments aux résonances martiales : une statue de Constantin le Grand, une autre de l'empereur Léon Ier érigée sur le mikron strategion, un trépied de bronze et une statue de la déesse de la Fortune, portant une corne d'abondance. Près de la statue de Constantin, un obélisque de pierre porte une inscription rappelant la fonction de Constantinople comme Nouvelle Rome. Selon une tradition historique, une statue d'Alexandre le Grand, d'abord érigée à Chrysopolis, est ramenée sur le Stratégion par Constantin. 
Une sculpture appelée pelargos (cigogne) représente trois volatiles se faisant face. Elle est l'oeuvre d'Apollonios de Tyane qui l'érige sur le Stratégion. Elle sert en quelque sorte épouvantail pour éloigner les oiseaux qui auraient pris l'habitude de se rassembler dans la zone, laissant tomber certaines de leurs proies, notamment des serpents, contribuant à polluer les eaux des citernes environnantes. 
La place a également une fonction représentative. Ainsi, quand le souverain débarque dans l'un des deux ports et souhaite gravir la colline qui mène à la basilique Sainte-Sophie, il entre dans la ville par l'une des portes des remparts de la Corne d'Or et, souvent, l'éparque de la Cité le retrouve sur le Stratégion. Ce dernier est aussi le point d'arrivée de processions impériales, qui partent du Grand Palais. C'est à ces occasions que l'empereur inspecte les dépôts de grains situés aux alentours du Stratégion. Au cours de l'une d'elles, l'empereur Théodose II est d'ailleurs vivement pris à partie par la foule, mécontente du manque de pain. 
C'est surtout en tant que marché que le Stratégion occupe une place importante dans la vie de la cité. Quatre entrepôts sont connus autour de la place, les horrea olearia (pour l'huile) et horrea troadensia, valentiaca et costantiaca pour le blé, indispensables au bon approvisionnement des habitants. Plusieurs voies avec arcades (embolos) mènent à la place et sont dévolues au commerce. En outre, deux marchés sont connus, dédiés à la viande et au poisson. Ainsi, les bouchers viennent s'y fournir en bétail vendu sous l'égide de l'éparque, tandis que les marchands de mouton y vendent leurs animaux avant la période du Carême. A partir de cette date jusqu'à l'Ascension, les ventes ont lieu sur le forum de Théodose. 
Parmi les bâtiments situés près du Stratégion, il est possible de citer les églises de la Théotokos, construite par Urbicius, de l’Aghios Epiphanios, de l’Aghios Philemon, abritant des chapelles dédiées à Anastase le Perse et de l’Aghios Andreas. En outre, les Bains d'Achille, figurant parmi les thermes principaux de la ville, sont très proche de la place ainsi que la première prison de la ville, abandonnée sous Phocas au début du VIIe siècle.

## Sources
- Raymond Janin, Constantinople byzantine, Paris, Institut français d'etudes byzantines, 1950
- (en) Ernest Mamboury, The Tourists' Istanbul, Istanbul: Çituri Biraderler Basımevi, 1953
- (en) Nigel Westbrook, « Notes towards the reconstruction of the Forum of the Strategion and its Related Roads in Early Byzantine Constantinople », Journal of the Australian Early Medieval Association, University of Western Australia, vol. 9,‎ 2013, p. 9-46